# Tesárske Mlyňany
Tesárske Mlyňany – wieś (obec) na Słowacji, w kraju nitrzańskim, w powiecie Zlaté Moravce. Miejscowość położona jest na Nizinie Naddunajskiej.
Miejscowość łączona jest z wielkim, cennym Arboretum Mlyňany, które założył w 1892 r. Štefan Ambrózy-Migazzi (obecnie własność Słowackiej Akademii Nauk). Znajduje się ono na terenie sąsiedniej wsi Vieska nad Žitavou